# Mariska Hargitay
Mariska Magdolna Hargitay (Santa Monica, 1964. január 23. –) Golden Globe- és Primetime Emmy-díjas amerikai színésznő.
Olivia Benson detektívet alakította az Esküdt ellenségek: Különleges ügyosztály című drámasorozatban, mellyel számos jelölés mellett egy-egy Golden Globe- és Emmy-díjat vehetett át.

## Fiatalkora és családja
Anyja Jayne Mansfield színésznő, az 1950-es évek egyik szexszimbóluma. 2025-ben derült ki, hogy apja Nelson Sardelli, egy olasz származású énekes és komikus. A magyar születésű egykori Mr. Universe, Mickey Hargitay csak a nevelőapja volt. Kettős keresztneve magyar, a bibliai Mária Magdolnára utal.
Két fiútestvére van, Zoltán és Miklós Hargitay, és három féltestvére: Jayne Marie Mansfield, Tina Hargitay és Antonio Ottaviano (vagy Tony Cimber, aki korábban filmrendező volt, akinek a nevéhez a Gorgeous Ladies of Wrestling című, női birkózást népszerűsítő tévéshow kapcsolódott).
„...kislánykoromban minden nyarat otthon (Magyarországon) töltöttem. Táboroztam, Balatonkenesén voltam a rokonaimnál legalább egy hónapot, gyakran jártam Budapesten is,” -mondta egy interjúban.
Szülei 1963 májusában elváltak, ezt a mexikói válást azonban később egy bíró érvénytelennek mondta ki. Néhány hónappal Mariska születése előtt kibékültek, de hamarosan újra szétváltak, majd 1964 augusztusában mégis megkapták a bírói hozzájárulást válásukhoz. Néhány héttel később Mansfield hozzáment Matt Cimber filmrendezőhöz.
1967. június 29-én édesanyja meghalt egy karambolban a 90-es főúton New Orleans és Slidell között, akkori barátjával, Sam Brodyval és a sofőrrel együtt. A három és fél éves Mariska a hátsó ülésen aludt, túlélte a balesetet, de a fején cikkcakkos forradást hagyott hátra a baleset. Miklós és Zoltán testvérei szintén a kocsiban voltak és ők is megúszták apró sérülésekkel. Anyjuk halála után apjuk és harmadik felesége, Ellen Siano nevelte a három gyereket.

## Pályafutása
1982-ben elnyerte Miss Beverly Hills koronáját, majd az oxnardi Miss California választáson ötödik lett. A képernyőn az 1983-ban bemutatott Star 80 című film mellékszereplőjeként debütált. Néhany éven keresztül visszatérő szereplője lett a Downtown és a Falcon Crest című tévéfilmsorozatoknak, utóbbiban Carly Fixx szerepében. Az 1992-es Tequila és Bonetti sorozatban Angela Garcia rendőrtisztet alakította és megjelent a Seinfeld című sorozat 4. évadjának első részében is. Két évvel később Didi Edelsteint, a szexi szomszédot alakította a Can't Hurry Love című sitcomban, amelynek sztárja Nancy McKeon volt. 1997-ben Nina Echeverria nyomozót játszotta a Prince Streetben és Cynthia Hooper szerepében visszatérő alakja volt az Vészhelyzet sorozat negyedik évadjának.
Számos más televíziós műsorban is feltűnt: Freddy's Nightmares, Ellen, All American Girl, Baywatch, Cracker, Gabriel's Fire, In the Heat of the Night, JoJo's Circus, The Single Guy, Wiseguy, és a thirtysomething. A 2005-ös True Crime: New York City videójátékhoz a hangját kölcsönözte. Eljátszott egy kis szerepet az 1995-ben készült Las Vegas, végállomás című filmben és beugrott Gabrielle Fitzpatrick helyett a Power Rangers - Az atomcsapat (Mighty Morphin Power Rangers: The Movie) című filmben is, bár a felvételeket aztán nem találták használhatónak.
1999 óta főszereplőként Olivia Benson nyomozót alakítja a Esküdt ellenségek: Különleges ügyosztály című sorozatban.
" E szerepnek köszönhetően a Guinness Rekordok Könyve 2008-as kiadásában a legjobban fizetett női televíziós színésznőként szerepelt.

## Magánélete
Magyarul, franciául, spanyolul, olaszul és angolul beszél.
2004. augusztus 28-án összeházasodott Peter Hermann-nal a kaliforniai Santa Barbarában, aki író és színész, és Trevor Langan védőügyvéd szerepében gyakran megjelent a Különleges ügyosztályban.
2006. június 28-án született fiuk, August Miklos Friedrich Hermann. Várandóssága utolsó hónapjaiban szülési szabadságra ment, és a Esküdt ellenségek: Különleges ügyosztályban egy ideig Connie Nielsen helyettesítette. 2007 januárjában jelent meg először újra, a bébivel együtt, egy Got Milk?-hirdetésben.
Miután 2006. augusztus 27-én Primetime Emmy-díjat vehetett át, Hargitay köszönetet mondott apjának, aki tizenhét nappal később Los Angelesben, 80 éves korában multiplex mielómában elhunyt.
2008. december végén Hargitay tüdeje részlegesen összeomlott egy szánkóbaleset után Hamptonsban, de folytatta a munkát. 2009 márciusában New Yorkban légmell miatt ismét kórházba került.
2025-ben a cannes-i filmfesztiválon bemutatott My Mom Jane című önéletrajzi dokumentumfilmjében úgy nyilatkozott, hogy biológiai apja nem Mickey Hargitay, hanem Nelson Sardelli, 1934-ben született, olasz származású brazíliai énekes–humorista.

## Filmográfia

### Film
| Év   | Magyar cím                | Eredeti cím                      | Szerep               | Magyar hang    |
| ---- | ------------------------- | -------------------------------- | -------------------- | -------------- |
| 1985 | Vérszomjas szörnyecskék   | Ghoulies                         | Donna                |                |
| 1986 | Liba-bőr                  | Welcome to 18                    | Joey                 |                |
| 1987 |                           | Jocks                            | Nicole               |                |
| 1988 |                           | Mr. Universe                     | önmaga               |                |
| 1991 |                           | Hard Time Romance                | Anita                |                |
| 1991 | Tigristánc                | The Perfect Weapon               | Jennifer             | nem szólal meg |
| 1991 |                           | Sutoroberi rodo                  | Jill Banner          |                |
| 1993 | Elbaltázott bankrablás    | Bank Robber                      | Marisa Benoit        |                |
| 1995 | Las Vegas, végállomás     | Leaving Las Vegas                | prostituált a bárban |                |
| 1999 | A szörny                  | Lake Placid                      | Myra Okubo           | Holló Orsolya  |
| 2001 | Parfüm                    | Perfume                          | Darcy                |                |
| 2006 | Földtenger varázslója     | Tales from Earthsea / Gedo senki | Tenar (angol hangja) | Kocsis Judit   |
| 2008 | Love Guru                 | The Love Guru                    | önmaga (cameo)       | Némedi Mari    |
| 2017 | Az erőszak labirintusában | I Am Evidence                    | önmaga               |                |

### Televízió
| Év        | Magyar cím                               | Eredeti cím                          | Szerep                    | Megjegyzések                                                             |
| --------- | ---------------------------------------- | ------------------------------------ | ------------------------- | ------------------------------------------------------------------------ |
| 1986–1987 |                                          | Downtown                             | Jesse Smith               | főszereplő                                                               |
| 1988      | Falcon Crest                             | Falcon Crest                         | Carly Fixx                | visszatérő szerep (15 epizód)                                            |
| 1988      | Az éjszaka árnyai                        | In the Heat of the Night             | Audine Higgs              | 1 epizód                                                                 |
| 1988      |                                          | Freddy's Nightmares                  | Marsha Wildmon            | 1 epizód                                                                 |
| 1989      |                                          | Finish Line                          | Lisa Karsh                | tévéfilm                                                                 |
| 1989      | Baywatch                                 | Baywatch                             | Lisa Peters               | 1 epizód                                                                 |
| 1990      |                                          | Wiseguy                              | Debbie Vitale             | 1 epizód                                                                 |
| 1990      |                                          | thirtysomething                      | Courtney Dunn             | 1 epizód                                                                 |
| 1990      |                                          | Booker                               | Michelle Larkina          | 1 epizód                                                                 |
| 1990      |                                          | Gabriel's Fire                       | Carmen                    | 1 epizód                                                                 |
| 1991      |                                          | Adam-12                              | Michelle Brown            | 1 epizód                                                                 |
| 1992      | Tequila és Bonetti                       | Tequila and Bonetti                  | Angela Garcia rendőrtiszt | főszereplő (12 epizód)                                                   |
| 1992      |                                          | Grapevine                            | Katie                     | 1 epizód                                                                 |
| 1993      |                                          | Hotel Room                           | Diane                     | minisorozat (2 epizód)                                                   |
| 1993      | Báránybőrben                             | Blind Side                           | Melanie                   | - tévéfilm - magyar hangja: - Nyírő Beáta                                |
| 1993      |                                          | Key West                             | Laurel                    | 1 epizód                                                                 |
| 1993      | Seinfeld                                 | Seinfeld                             | Melissa Shannon           | 1 epizód                                                                 |
| 1994      | A nagy hazárdőr                          | Gambler V: Playing for Keeps         | Etta Place                | - tévéfilm - magyar hangja: - Györgyi Anna                               |
| 1995      |                                          | All-American Girl                    | Jane                      | 1 epizód                                                                 |
| 1995–1996 | Rohanó szerelmek                         | Can't Hurry Love                     | Didi Edelstein            | főszereplő                                                               |
| 1996      |                                          | Ellen                                | Dara                      | 1 epizód                                                                 |
| 1996      | Éledő bosszú                             | The Lazarus Man                      | Dawson / Sara Henderson   | 1 epizód                                                                 |
| 1996      |                                          | The Single Guy                       | Kate Conklin rendőr       | 3 epizód                                                                 |
| 1997      |                                          | Night Sins                           | Paige Price               | tévéfilm                                                                 |
| 1997      |                                          | Cracker                              | Penny Hatfield nyomozó    | 1 epizód                                                                 |
| 1997      | Az ügyvéd ördöge                         | The Advocate's Devil                 | Rendi                     | tévéfilm                                                                 |
| 1997–1998 | Vészhelyzet                              | ER                                   | Cynthia Hooper            | visszatérő szerep                                                        |
| 1997–2000 |                                          | Prince Street                        | Nina Echeverria           | visszatérő szerep (6 epizód)                                             |
| 1999      |                                          | Love, American Style                 | Wendy                     | tévéfilm                                                                 |
| 1999–     | Esküdt ellenségek: Különleges ügyosztály | Law & Order: Special Victims Unit    | Olivia Benson nyomozó     | - főszereplő - rendező és producer - magyar hangja: - Kisfalvi Krisztina |
| 2000–2025 | Esküdt ellenségek                        | Law & Order                          | Olivia Benson nyomozó     | visszatérő szerep (7 epizód)                                             |
| 2004      | Ártatlan igazság                         | Plain Truth                          | Ellie Harrison            | tévéfilm                                                                 |
| 2005      | Esküdt ellenségek: Az utolsó szó jogán   | Law & Order: Trial by Jury           | Olivia Benson nyomozó     | 1 epizód                                                                 |
| 2010      |                                          | Kathy Griffin: My Life on the D-List | önmaga                    | 1 epizód                                                                 |
| 2011      |                                          | Barefoot Contessa                    | önmaga                    | 1 epizód                                                                 |
| 2014–2016 | Bűnös Chicago                            | Chicago P.D.                         | Olivia Benson nyomozó     | 3 epizód                                                                 |
| 2015      | Lángoló Chicago                          | Chicago Fire                         | Olivia Benson nyomozó     | 1 epizód                                                                 |
| 2015      |                                          | The Jim Gaffigan Show                | önmaga                    | 1 epizód                                                                 |
| 2017      |                                          | Nightcap                             | önmaga                    | 1 epizód                                                                 |
| 2019      | Saturday Night Live                      | Saturday Night Live                  | Olivia Benson nyomozó     | 1 epizód (stáblistán nem szerepel)                                       |
| 2021–     |                                          | Law & Order: Organized Crime         | Olivia Benson nyomozó     | visszatérő szerep                                                        |

## Fontosabb díjak és jelölések
Golden Globe-díj
| Év   | Kategória                             | Jelölt mű                                | Eredmény |
| ---- | ------------------------------------- | ---------------------------------------- | -------- |
| 2005 | legjobb női főszereplő (drámasorozat) | Esküdt ellenségek: Különleges ügyosztály | Elnyerte |
| 2009 | legjobb női főszereplő (drámasorozat) | Esküdt ellenségek: Különleges ügyosztály | Jelölve  |

Primetime Emmy-díj
| Év   | Kategória                             | Jelölt mű                                | Eredmény |
| ---- | ------------------------------------- | ---------------------------------------- | -------- |
| 2004 | legjobb női főszereplő (drámasorozat) | Esküdt ellenségek: Különleges ügyosztály | Jelölve  |
| 2005 | legjobb női főszereplő (drámasorozat) | Esküdt ellenségek: Különleges ügyosztály | Jelölve  |
| 2006 | legjobb női főszereplő (drámasorozat) | Esküdt ellenségek: Különleges ügyosztály | Elnyerte |
| 2007 | legjobb női főszereplő (drámasorozat) | Esküdt ellenségek: Különleges ügyosztály | Jelölve  |
| 2008 | legjobb női főszereplő (drámasorozat) | Esküdt ellenségek: Különleges ügyosztály | Jelölve  |
| 2009 | legjobb női főszereplő (drámasorozat) | Esküdt ellenségek: Különleges ügyosztály | Jelölve  |
| 2010 | legjobb női főszereplő (drámasorozat) | Esküdt ellenségek: Különleges ügyosztály | Jelölve  |
| 2011 | legjobb női főszereplő (drámasorozat) | Esküdt ellenségek: Különleges ügyosztály | Jelölve  |